# Харитошкин, Александр Николаевич
Александр Николаевич Харитошкин (1922—1988) — советский лётчик бомбардировочной авиации в годы Великой Отечественной войны, Герой Советского Союза (15.05.1946). Полковник Советской Армии.

## Биография
Александр Харитошкин родился 26 сентября 1922 года в селе Досчатое (ныне — посёлок в Выксунском городском округе Нижегородской области). Окончил среднюю школу, занимался в аэроклубе.
В сентябре 1940 года был призван на службу в Рабоче-крестьянскую Красную Армию. В 1941 году он окончил Энгельсскую военную авиационную школу пилотов. Служил инструктором 15-й авиационной школы первоначального обучения лётчиком Уральского военного округа в Ижевске.
С февраля 1942 года сержант Харитошкин — на фронтах Великой Отечественной войны. Воевал в 695-м ночном бомбардировочном авиационном полку ВВС 4-й ударной армии на Калининском фронте. А менее чем через два месяца после прибытия на фронт, в начале апреля 1942 года, Александр Харитошкин был представлен к званию Героя Советского Союза за 120 боевых вылетов и нанесённый большой урон противнику. Представление поддержали командующий ВВС армии полковник Г. Ф. Байдуков и командующий армией генерал-майор В. В. Курасов, но командующий фронтом генерал-полковник И. С. Конев заменил награду на орден Ленина. А менее чем через два месяца сержант Харитошкин был награждён и второй высокой наградой — орденом Красного Знамени.
К декабрю 1944 года гвардии старший лейтенант Александр Харитошкин командовал звеном 23-го гвардейского ночного бомбардировочного авиаполка 9-й гвардейской бомбардировочной авиадивизии 16-й воздушной армии 1-го Белорусского фронта. К тому времени он совершил 816 боевых вылетов на бомбардировку важных объектов противника, скоплений его боевой техники и живой силы, воздушную разведку и корректировку огня советской артиллерии.
Указом Президиума Верховного Совета СССР от 15 мая 1946 года за «образцовое выполнение боевых заданий командования на фронте борьбы с немецкими захватчиками и проявленные при этом мужество и героизм» гвардии старший лейтенант Александр Харитошкин был удостоен высокого звания Героя Советского Союза с вручением ордена Ленина и медали «Золотая Звезда» за номером 7061.
Всего за войну совершил 958 боевых ночных вылетов на бомбометание, разведку, фотографирование войск и техники врага. Кроме того, выполнил ещё 586 вылетов по специальным заданиям и на связь. Сбросил на противника 11 270 килограммов авиабомб.
После окончания войны А. Н. Харитошкин продолжил службу в Советской армии. Был заместителем командира 374-го военно-транспортного авиационного полка по лётной части (полк дислоцировался в Туле). В марте-апреле 1950 года участвовал в авиационно-планерной экспедиции на Северный полюс, с посадками и взлетами на ледовых аэродромах. В этой экспедиции на самолёте Ил-12 буксировал тяжёлый транспортный планер Ц-25. В 1953 году он окончил Высшие лётно-тактические курсы. В 1954 году к качестве командира корабля Ил-12Д участвовал в новой высокоширотной полярной экспедиции к полюсу «Север-6», буксируя крупнейший в мире транспортный планер Як-14, в котором, в свою очередь, находился в рабочем состоянии бульдозер для полярников. В октябре 1963 года полковник А. Н. Харитошкин уволен в запас.
Проживал в Туле. Работал в Тульском политехническом институте. Умер 13 сентября 1988 года, похоронен в Туле.

## Награды
- Герой Советского Союза (15.05.1946);
- Два ордена Ленина (17.07.1942, 15.05.1946);
- Три ордена Красного Знамени (28.05.1942, 14.08.1944, 18.12.1956);
- Два ордена Отечественной войны 1-й степени (4.09.1943, 11.03.1985);
- Орден Александра Невского (4.06.1945);
- Три ордена Красной Звезды (14.01.1952, 30.12.1956, 29.04.1957);
- Медаль «За боевые заслуги» (15.11.1950);
- Медаль «За освобождение Варшавы» (1945);
- Медаль «За взятие Берлина» (1945);
- Ряд других медалей[3].

## Память
- Мемориальная доска установлена в Туле на доме, в котором он жил (проспект Ленина, дом № 91).
- В Досчатинской средней школе открыт мемориальный комплекс лётчику-земляку Герою Советского Союза А. Харитошкину (2015).
- В Туле именем Героя названа улица в Пролетарском районе (1998).